# Jørgen Anton Christensen
 Der er flere personer med dette navn, se Jørgen Christensen.
Anton Christensen, (født Jørgen Anton Christensen, 13. november 1869 på Væde Hedegård, Veflinge Sogn, død 9. april 1935 på Frederiksberg), var en dansk forfatter, landøkonom, underviser.
Anton Christensen var søn af gårdejeren Jens Christensen (f. 1828, d. 1914) og Maren Nielsen (f. 1828, d. 1898). Den 15. april 1906 blev han gift på Frederiksberg med enken Agnes Elisabeth Dagmar Kjeldsen.

## Landbrugvirke
Christensen blev uddannet i landbrug på fynske og jyske gårde, høj- og landbrugsskole og på landbohøjskolen, hvor han fra 1899 arbejdsmæssigt blev tilknyttet i forskellige opgaver; først som assistent, senere som underviser.
I 1912 blev Christensen statskonsulent for redskaber og maskiner og blev 2 år senere sekretær for statens redskabsudvalg. For dette udvalg skrev han 70 beretninger.
Christensen blev landbrugsjournalist for "Aftenpostens landbrugstidende" og var bidragyder til samleværker og leksika, bland andet til 2. udgaven af Dansk biografisk Leksikon og i Det danske Landbrugs Historie.

## Udmærkelse
- 1929: ridder af Dannebrog